# Yamaha Tracer 900
La Yamaha Tracer 900 (FJ-09 en Amérique du Nord ou MT-09 Tracer dans le reste du monde à sa sortie) est un modèle de moto de type sport-GT (ou trail routier) sorti pour la première fois en 2015.
Le moteur trois-cylindres crossplane est directement hérité de celui de la MT-09.

## Histoire et développement
Yamaha a annoncé la sortie de la MT-09 Tracer le 4 novembre 2014 en tant que variante basée sur le modèle du populaire roadster, la MT-09, équipé d'un moteur trois cylindres en ligne de 850 cm3. Ce moteur, apprécié pour ses performances, sa réactivité et son couple, a contribué au succès commercial de la Tracer 900.
Elle a été lancée sur le marché européen au début du mois de mars 2015.
La Tracer 900 a été développée dans l’objectif de créer une moto polyvalente, capable d’offrir une conduite à la fois sportive et confortable dans des contextes variés, qu’il s’agisse d’un usage urbain ou de longs trajets.

## Caractéristiques techniques
| Comparaison des moteurs de la Yamaha Tracer 900 et Tracer 9 | Comparaison des moteurs de la Yamaha Tracer 900 et Tracer 9 | Comparaison des moteurs de la Yamaha Tracer 900 et Tracer 9 | Comparaison des moteurs de la Yamaha Tracer 900 et Tracer 9 |
| Caractéristique                                             | Tracer 900 (2015-2020)                                      | Tracer 9 (2021-présent)                                     |                                                             |
| ----------------------------------------------------------- | ----------------------------------------------------------- | ----------------------------------------------------------- | ----------------------------------------------------------- |
| Type de moteur                                              | 3 cylindres en ligne, 4 temps, DOHC, refroidi par liquide   | 3 cylindres en ligne, 4 temps, DOHC, refroidi par liquide   |                                                             |
| Cylindrée                                                   | 847 cm3                                                     | 890 cm3                                                     |                                                             |
| Alésage x Course                                            | 78,0 mm x 59,1 mm                                           | 78,0 mm x 62,1 mm                                           |                                                             |
| Taux de compression                                         | 11,5:1                                                      | 11,5:1                                                      |                                                             |
| Puissance maximale                                          | 115 ch (84,6 kW) à 10 000 tr/min                            | 119 ch (87,5 kW) à 10 000 tr/min                            |                                                             |
| Couple maximal                                              | 87,5 Nm à 8 500 tr/min                                      | 93 Nm à 7 000 tr/min                                        |                                                             |
| Alimentation                                                | Injection électronique                                      | Injection électronique                                      |                                                             |
| Démarrage                                                   | Électrique                                                  | Électrique                                                  |                                                             |
| Transmission                                                | 6 vitesses, à engagement constant                           | 6 vitesses, à engagement constant                           |                                                             |
| Embrayage                                                   | Multidisque à bain d'huile, antidribble                     | Multidisque à bain d'huile, antidribble                     |                                                             |
| Système d'échappement                                       | 3-en-1 avec catalyseur                                      | 3-en-1 avec catalyseur                                      |                                                             |
| Norme d'émission                                            | Euro 4                                                      | Euro 5                                                      |                                                             |

La moto est dotée d'un cadre en aluminium léger, ce qui lui confère un poids relativement faible. La suspension avant est assurée par une fourche télescopique inversée, tandis que la suspension arrière est un mono-amortisseur réglable.
Elle est également équipée de divers systèmes d'aides électroniques de série, tels que :
- ABS (système de freinage antiblocage),
- Antipatinage (Traction Control System, "TCS"),
- Modes de conduite (permettant de choisir entre plusieurs profils de performance),
- Embrayage anti-dribble (embrayage a glissement limité).

## Versions et évolutions
Depuis son lancement, la Yamaha Tracer 900 a connu plusieurs mises à jour et versions :
- Tracer 900GT (introduite en 2018) : Cette version "Grand Touring" comprend des équipements supplémentaires tels que des valises latérales, une suspension améliorée, un tableau de bord TFT couleur, des poignées chauffantes et un régulateur de vitesse.
- Tracer 9 et Tracer 9 GT (à partir de 2021) : Yamaha introduit une importante mise à jour du modèle, avec une appellation différente qui devient la Tracer 9. La cylindrée est portée à 890 cm3 avec une nouvelle face avant (incluant un optique avec feux d'angle pour la GT) et d'autres améliorations, marquant ainsi une évolution significative par rapport à la Tracer 900[2].
- Tracer 9 GT+ (à partir de 2023) : Intégration d'un nouvel écran TFT couleur de 7 pouces avec connectivité Bluetooth et un régulateur de vitesse adaptatif[3].

## Galerie

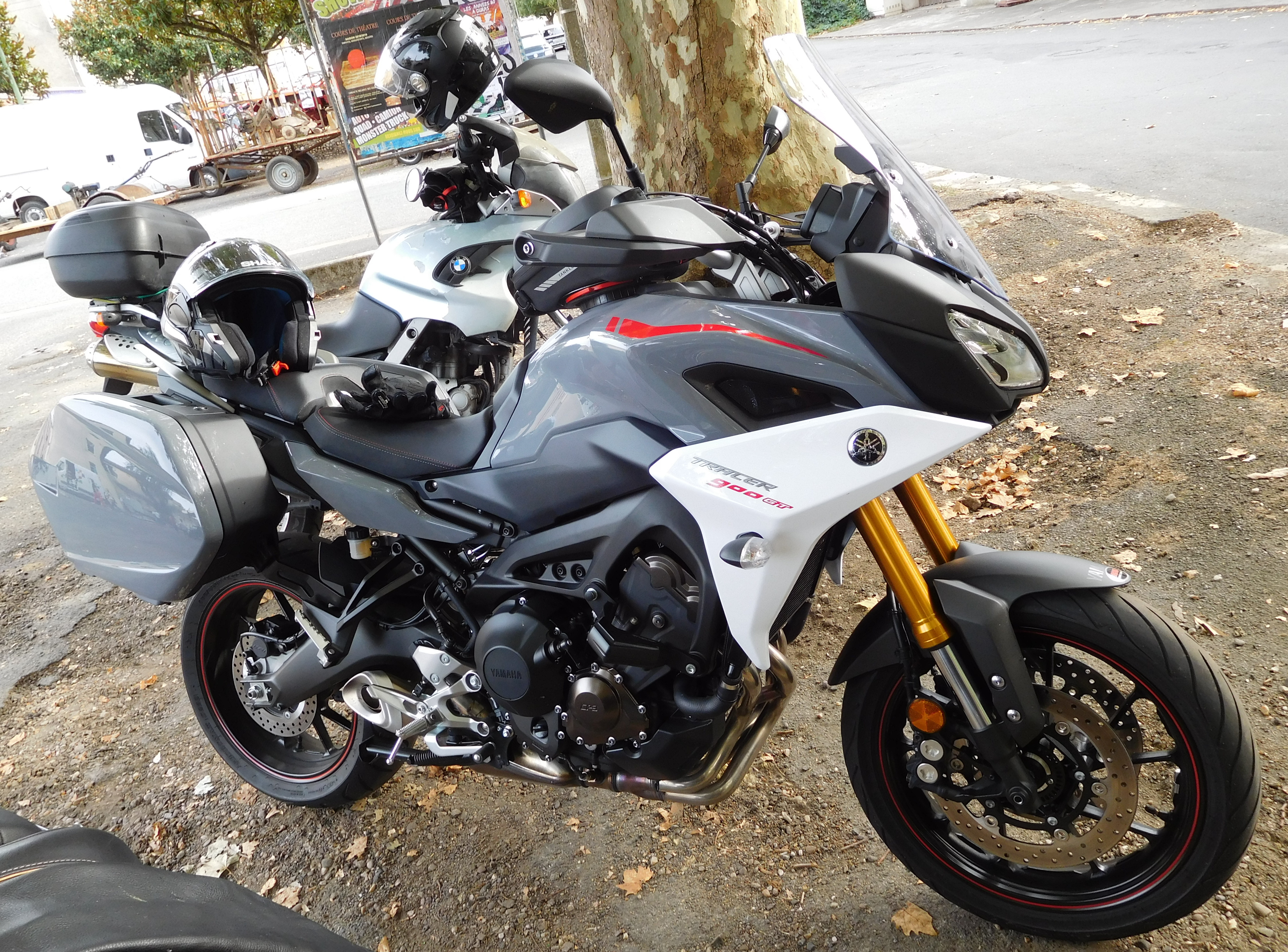
Tracer 900 GT et ses valises latérales.
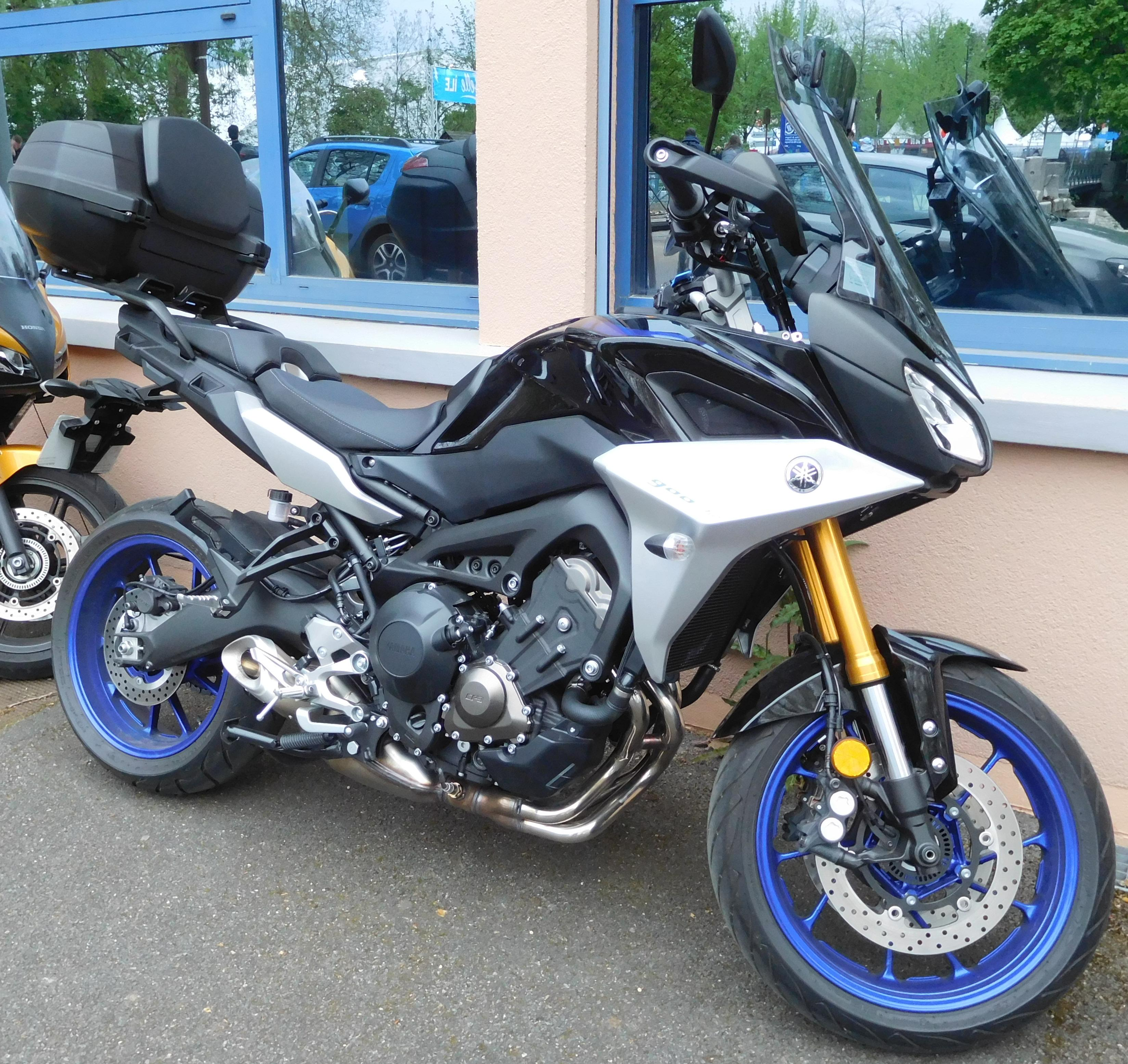
Tracer 900 GT avec son top-case.
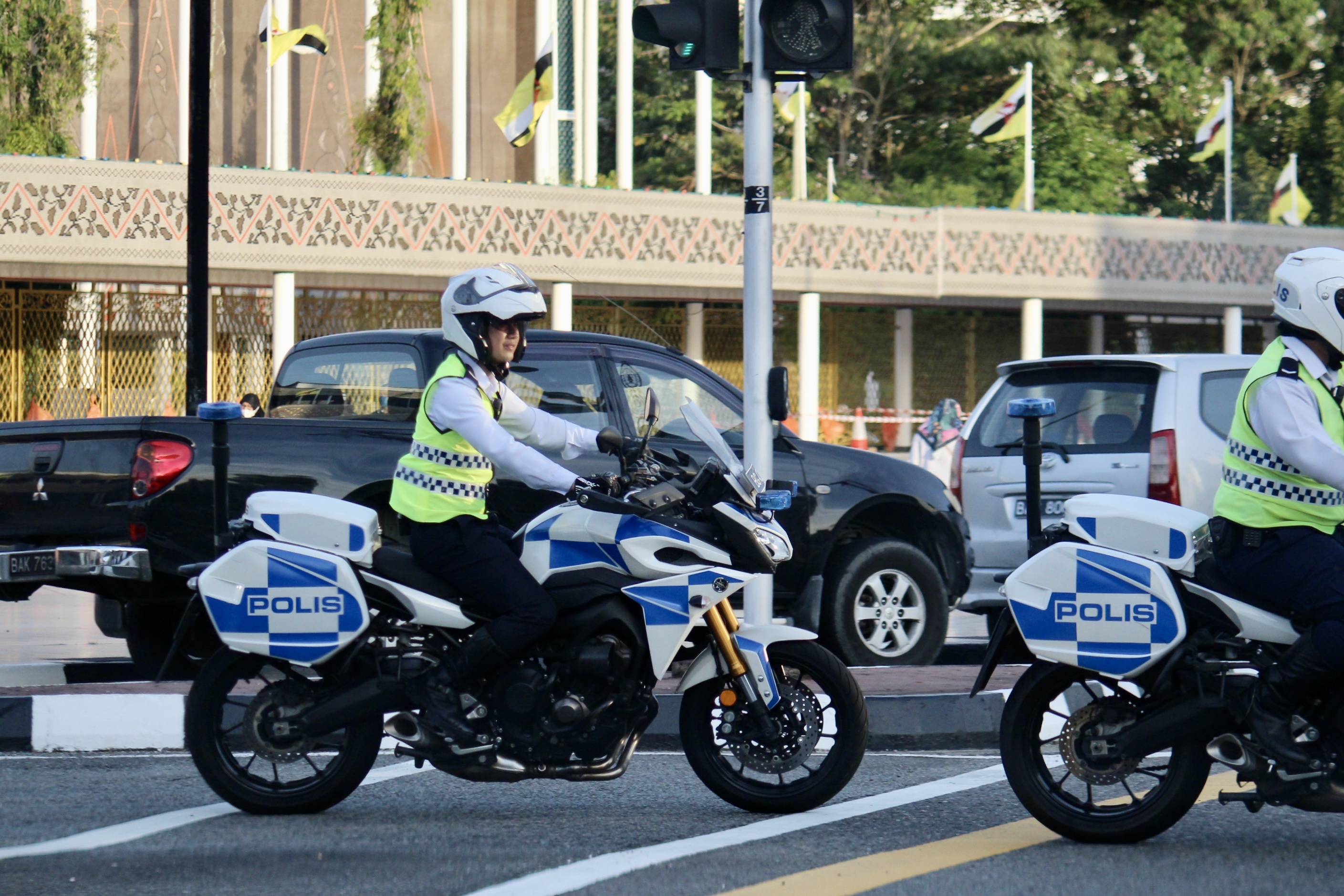
Motos de la police Brunéienne
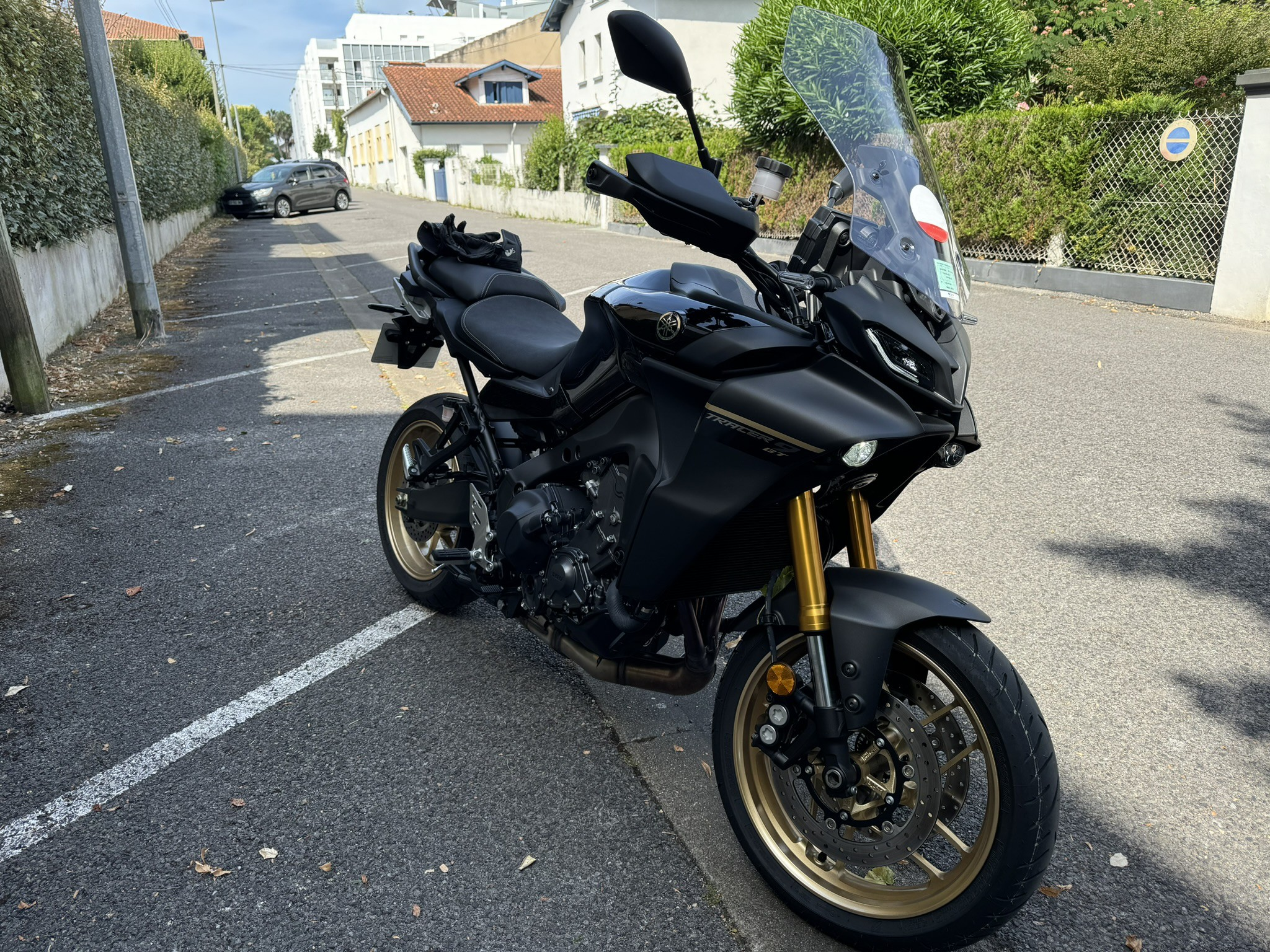
Tracer 9 GT (2024)